# アイゾッド・センター
アイゾッド・センター（Izod Center）は、アメリカ合衆国のニュージャージー州イーストラザフォードにあったアリーナ。

## 概要
1981年7月2日にこけら落とし。当時のニュージャージー州知事であったブレンダン・バーンにちなんでブレンダン・バーン・アリーナとして完成した。1982年1月にはNBAオールスターゲームが行なわれていた。1996年にはコンチネンタル航空が12年契約の命名権を取得しコンチネンタル・エアラインズ・アリーナとなった。命名権消滅後、カジュアルブランドのアイゾッド（Izod）が命名権を取得し2007年10月31日から現在の名称になった。
1981年からNBAのニュージャージー・ネッツ本拠地、また1982年から2007年まではNHLのニュージャージー・デビルスの本拠地としても使用された。
またWWEのサマースラムが1989年、1997年、2007年に開催された。また2015年にも予定されていたが、同センターが閉鎖されることで、会場がバークレイズ・センターに変更となった。
2015年4月3日に閉鎖し、本アリーナは取り壊しが予定されており、2017年までにはホテルが建設される予定.。